# Гектор Бабенко
Гектор Бабе́нко  (порт. Héctor Eduardo Babenco; 7 лютого 1946, Мар-дель-Плата, Буенос-Айрес, Аргентина — 13 липня 2016, Сан-Паулу, Бразилія) — бразильсько-аргентинський кінорежисер, сценарист, продюсер й актор українського походження. Номінувався на «Оскара» і «Золоту пальмову гілку» за фільм «Поцілунок жінки-павука». Також номінувався на Золоту пальмову гілку за «Карандіру» (2003) і «Нерозумне серце» (1996).
Народився в Аргентині, працював в Аргентині, Бразилії та США. Його батько — український емігрант, мати з польських євреїв.

## З творчої біографії
Режисер фільму «Поцілунок жінки-павука» (1985), в якому «Оскар» за найкращу чоловічу роль одержав Вільям Герт.
З юних літ майбутній кіномитець зацікавився філософією екзистенціалістів і вирішив по-справжньому пізнати світ. Сім років він мандрував Африкою, Північною Америкою, а з 1964 по 1968 роки жив у Європі. По дорозі юнак освоював різні фахи різнороба та знімався в кіномасовках (в Італії та Іспанії).
З 1969 живе в Бразилії в Сан-Паулу. Першу стрічку зняв 1975 року — «Король ночі». Успіх прийшов до молодого митця з другим фільмом «Лючіо Флавіо», який вважається одним із найвищих досягнень (4-й з найвідоміших) бразильського кіно (його переглянули 5.4 мільйона глядачів).
1981 року Гектор Бабенко зняв фільм «Пішот: закон найслабшого», присвячений проблемі покинутих батьками дітей. Гра юного 10-літнього актора Фернандо Рамоса принесла режисеру міжнародне визнання, а фільму кілька престижних нагород (Фернандо трагічно загинув через декілька років після зйомок стрічки). Зокрема, фільм був визнаний Лос-Анжелеською та Нью-Йоркською асоціаціями критиків найкращим іноземним кінофільмом США. А журнал «Американський фільм» у 80-ті роки визнав «Пішота» найвидатнішим фільмом десятиліття.
1984 рік — найзірковіший у біографії Е. Бабенка. У США режисер зняв фільм «Поцілунок жінки-павука», де головні ролі зіграли видатні актори Вільям Герт та Джулія Рауль. Стрічка — екранізація роману аргентинського письменника Мануела Пуйга. Крім того, що актор головної ролі В. Герт був удостоєний Оскара, фільм був висунутий ще на 4 номінації Американської Кіноакадемії.
1996 року режисер переніс складну операцію з приводу раку лімфосистеми, але вже через два роки — 1998-го, представив на суд глядачів нову роботу — фільм «Нерозумне серце».

## Фільмографія

### Режисер та продюсер
- 1973 — O Fabuloso Fittipaldi
- 1975 — Король ночі / O rei da noite
- 1977 — Лючіо Флавіо / Lúcio Flávio, o passageiro da agonia
- 1981 — Пішот: закон найслабшого / Pixote — A lei do mais fraco
- 1984 — Земля кругла, як апельсин / A Terra é Redonda Como uma Laranja
- 1985 — Поцілунок жінки-павука / Kiss of the Spider Woman (лише режисер)
- 1987 — Будяк / Ironweed (лише режисер)
- 1991 — Гра на полях Господніх / Brincando nos campos do Senhor (лише режисер)
- 1996 — Нерозумне серце / Corazón iluminado
- 2002 — Карандіру / Carandiru
- 2007 — Минуле / El Pasado

### Актор
- 1999 — Проект Венеція / The Venice Project
- 2000 — Доки не настане ніч / Before Night Falls